# Fluquières
Fluquières település Franciaországban, Aisne megyében. Lakosainak száma 198 fő (2022. január 1.). Fluquières Bray-Saint-Christophe, Douchy, Étreillers, Germaine, Happencourt, Roupy, Tugny-et-Pont és Vaux-en-Vermandois községekkel határos.

## Népesség
A település népességének változása:
| Lakosok száma | 200  | 189  | 184  | 197  | 214  | 226  | 220  | 218  | 212  | 198  |
|               | 1968 | 1982 | 1990 | 2006 | 2011 | 2016 | 2017 | 2019 | 2020 | 2022 |